# Sernancelhe
Sernancelhe là một huyện thuộc tỉnh Viseu, Bồ Đào Nha. Huyện này có diện tích 229 km², dân số thời điểm năm 2001 là 6227 người.